# Jouko Öystilä
Jouko Öystilä (* 25. Februar 1952 in Oulu; † 25. Dezember 2024 in Jokela) war ein finnischer Eishockeyspieler (Verteidiger).

## Karriere
Jouko Öystilä begann mit dem Eishockey in seiner Heimatstadt Oulu bei Kärpät Oulu und durchlief dort sämtliche Jugendmannschaften. 1969 wechselte er zu Jokerit Helsinki, einem der stärksten Teams in Finnland. 1971 wurde er zunächst Vizemeister mit den Jokern, zwei Jahre später gewann er mit dem Team die finnische Meisterschaft. 1973/74 spielte der Verteidiger ein Jahr bei TPS Turku, ehe er in die Bundesliga zum Kölner EC wechselte. Dort spielte er drei Jahre lang – unterbrochen von einem Kurzgastspiel bei TPS. Auch in Deutschland konnte Öystilä eine Meisterschaft gewinnen (1977). Ein Jahr später wurde er in seiner ersten Saison beim schwedischen Klub AIK Solna Vizemeister. Öystilä spielte noch ein weiteres Jahr bei AIK sowie zwei in der zweiten finnischen Liga bei Jäähonka Espoo, ehe er seine aktive Karriere beendete.
Im Laufe seiner Karriere bestritt Öystilä viele wichtige Spiele und Turniere für die finnische Nationalmannschaft. So nahm er unter anderem an den Weltmeisterschaften zwischen 1971 und 1975 teil. Bei allen fünf Teilnahmen belegte er mit der Auswahl jeweils den vierten Rang und gewann nie eine Medaille.

## Erfolge und Auszeichnungen
- Finnischer Meister 1973 mit Jokerit Helsinki
- Deutscher Meister 1977 mit dem Kölner EC
- Schwedischer Vize-Meister 1978 mit AIK Solna
- All-Star-Team der SM-liiga 1971/72